# Kaliszkowice Kaliskie
Kaliszkowice Kaliskie (pierwotnie Kaliszkowice, później Kaliszkowice Pańskie ) – wieś sołecka w Polsce położona w województwie wielkopolskim, w powiecie ostrzeszowskim, w gminie Mikstat.

## Historia
Miejscowość historycznie należy do ziemi wieluńskiej. Pierwotnie związana była z Wielkopolską oraz Dolnym Śląskiem. Ma metrykę średniowieczną i istnieje co najmniej od XIII wieku. Wymieniona pierwszy raz w dokumencie zapisanym po łacinie w 1211 i 1213 pod nazwami „Caliscovicz, Kaliszcouicze”, a później w 1522 także „Kalyskovycze Panskije, Caliskowicze nobilium”. Wieś początkowo była wsią duchowną, z czasem stała się jednak własnością szlachecką, co obrazowała nazwa wsi Kaliszkowice Pańskie używana do początku XVII wieku. W 1618 nastąpiła zmiana nazwy miejscowości. Miejscowość otrzymały klaryski z Kalisza i odtąd zwie się Kaliszkowicami Kaliskimi .
Została odnotowana w historycznych dokumentach własnościowych, prawnych i podatkowych. W 1305 mieszkańcy płacili biskupowi wrocławskiemu dziesięcinę oraz wiardunek z 30 łanów. W 1441 pięciu właścicieli płaciło z 5 łanów po 4 grosze, kolejny 2 grosze z łana, a czterech kmieci panów Santorskich1 z 4 łanów po 2 grosze. W 1511 miejscowość liczyła 11 łanów. W 1553 miała 11 łanów kmiecych, a sołtys kolejne 2 łany. W 1410 imiennie odnotowany został niejaki Szpot z Kaliszkowic, a w 1413 wielu mieszkańców wsi: Adam, Wszebor, Stanisław, Paszko, Albert Szpot, Bedrzyk, Świętosław, Albert, Piotr syn Alberta, Michał, Mikołaj, Jan, Czybor, Wolfram oraz Albert Przedslaja. W 1432 Marcin z Kalinowej za 55 grzywien kupił różne części wsi od dziedziców z Kaliszkowic. W 1428 wymieniona została sadzawka. W 1433 zakupił także część Bernarda za 11 grzywien oraz część Alberta Kaliszkowskiego za 18 grzywien. W 1434 dokupił także część Marcina z Kaliszkowic za 18 grzywien. W 1458 Drożdżyny i Kaliszkowice należały do synów kasztelana santockiego. W 1498 Cherubin z Kaliszkowic sprzedał 10 grzywien czynszu ze swojej części Kaliszkowic altaryście kościoła NMP w Grabowie. W 1509 Szymon Czwordasz sprzedał pół sołectwa w miejscowości. W 1518 leżała w powiecie ostrzeszowskim. W 1531 odnotowany został we wsi młynarz. W 1634 miejscowość przynależała do parafii Kotłów .
W latach 1954–1961 wieś należała i była siedzibą władz gromady Kaliszkowice Kaliskie, po jej zniesieniu w gromadzie Mikstat. W latach 1975–1998 miejscowość administracyjnie należała do województwa kaliskiego.
Według danych z 31 grudnia 2009 roku sołectwo liczyło 870 mieszkańców. Powierzchnia wsi wynosi 1672 ha, co daje średnią gęstość zaludnienia rzędu 52 os./km².